# Andelarrot
Andelarrot est une commune française située dans le département de la Haute-Saône, en Franche-Comté, dans la région administrative Bourgogne-Franche-Comté.
La commune appartient à la communauté d'agglomération de Vesoul.

## Géographie

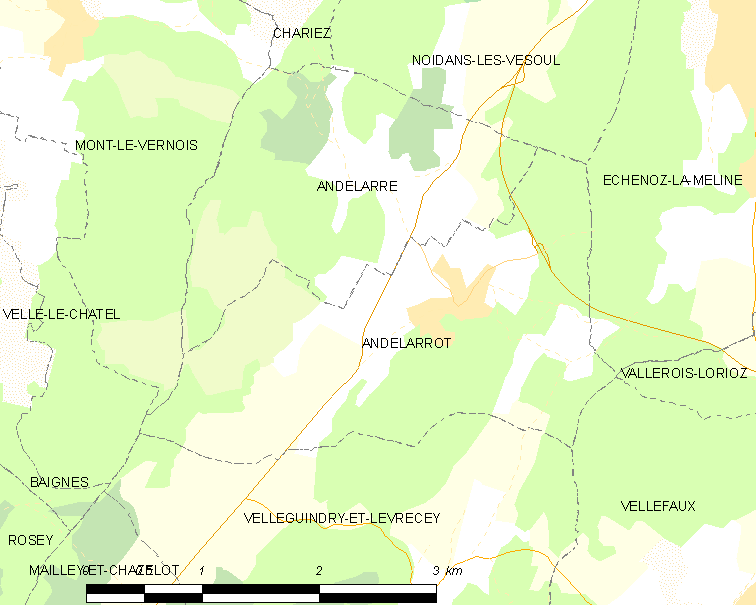
Situation d'Andelarrot.

Le village est situé à 7 km de Vesoul,  au flanc d’importantes forêts et des plateaux de Haute-Saône, et à l’écart de l'ex-Route nationale 474 reliant  Vesoul à Gray.
Le territoire communal s'étend sur 5,71 km2, avec une altitude minimale de 289 mètres et une altitude maximale de 431 mètres.

### Transports
La Gare SNCF de Vesoul est  la plus d'Andelarrot. Le terrain aménagé pour les avions le plus proche est l'Aérodrome de Vesoul - Frotey.
L'agglomération de Vesoul est desservie par son réseau de transports en commun VBus+.

### Climat
Pour des articles plus généraux, voir Climat de la Bourgogne-Franche-Comté et Climat de la Haute-Saône.
En 2010, le climat de la commune est de type climat de montagne, selon une étude du Centre national de la recherche scientifique s'appuyant sur une série de données couvrant la période 1971-2000. En 2020, Météo-France publie une typologie des climats de la France métropolitaine dans laquelle la commune est exposée à un climat semi-continental et est dans la région climatique Lorraine, plateau de Langres, Morvan, caractérisée par un hiver rude (1,5 °C), des vents modérés et des brouillards fréquents en automne et hiver.
Pour la période 1971-2000, la température annuelle moyenne est de 9,8 °C, avec une amplitude thermique annuelle de 17,2 °C. Le cumul annuel moyen de précipitations est de 1 164 mm, avec 13,5 jours de précipitations en janvier et 10 jours en juillet. Pour la période 1991-2020, la température moyenne annuelle observée sur la station météorologique de Météo-France la plus proche, « Vesoul Ville », sur la commune de Vesoul à 6 km à vol d'oiseau, est de 11,5 °C et le cumul annuel moyen de précipitations est de 1 007,7 mm. 
La température maximale relevée sur cette station est de 40,5 °C, atteinte le 25 juillet 2019 ; la température minimale est de −22,2 °C, atteinte le 16 janvier 1966,,.
Les paramètres climatiques de la commune ont été estimés pour le milieu du siècle (2041-2070) selon différents scénarios d'émission de gaz à effet de serre à partir des nouvelles projections climatiques de référence DRIAS-2020. Ils sont consultables sur un site dédié publié par Météo-France en novembre 2022.

## Urbanisme

### Typologie
Au 1er janvier 2024, Andelarrot est catégorisée commune rurale à habitat dispersé, selon la nouvelle grille communale de densité à sept niveaux définie par l'Insee en 2022.
Elle est située hors unité urbaine. Par ailleurs la commune fait partie de l'aire d'attraction de Vesoul, dont elle est une commune de la couronne,. Cette aire, qui regroupe 158 communes, est catégorisée dans les aires de 50 000 à moins de 200 000 habitants,.

### Occupation des sols
L'occupation des sols de la commune, telle qu'elle ressort de la base de données européenne d’occupation biophysique des sols Corine Land Cover (CLC), est marquée par l'importance des forêts et milieux semi-naturels (52,4 % en 2018), en diminution par rapport à 1990 (53,8 %). La répartition détaillée en 2018 est la suivante : 
forêts (42,9 %), prairies (20,4 %), terres arables (15,1 %), milieux à végétation arbustive et/ou herbacée (9,6 %), zones agricoles hétérogènes (7,6 %), zones urbanisées (4,5 %). L'évolution de l’occupation des sols de la commune et de ses infrastructures peut être observée sur les différentes représentations cartographiques du territoire : la carte de Cassini (XVIIIe siècle), la carte d'état-major (1820-1866) et les cartes ou photos aériennes de l'IGN pour la période actuelle (1950 à aujourd'hui).

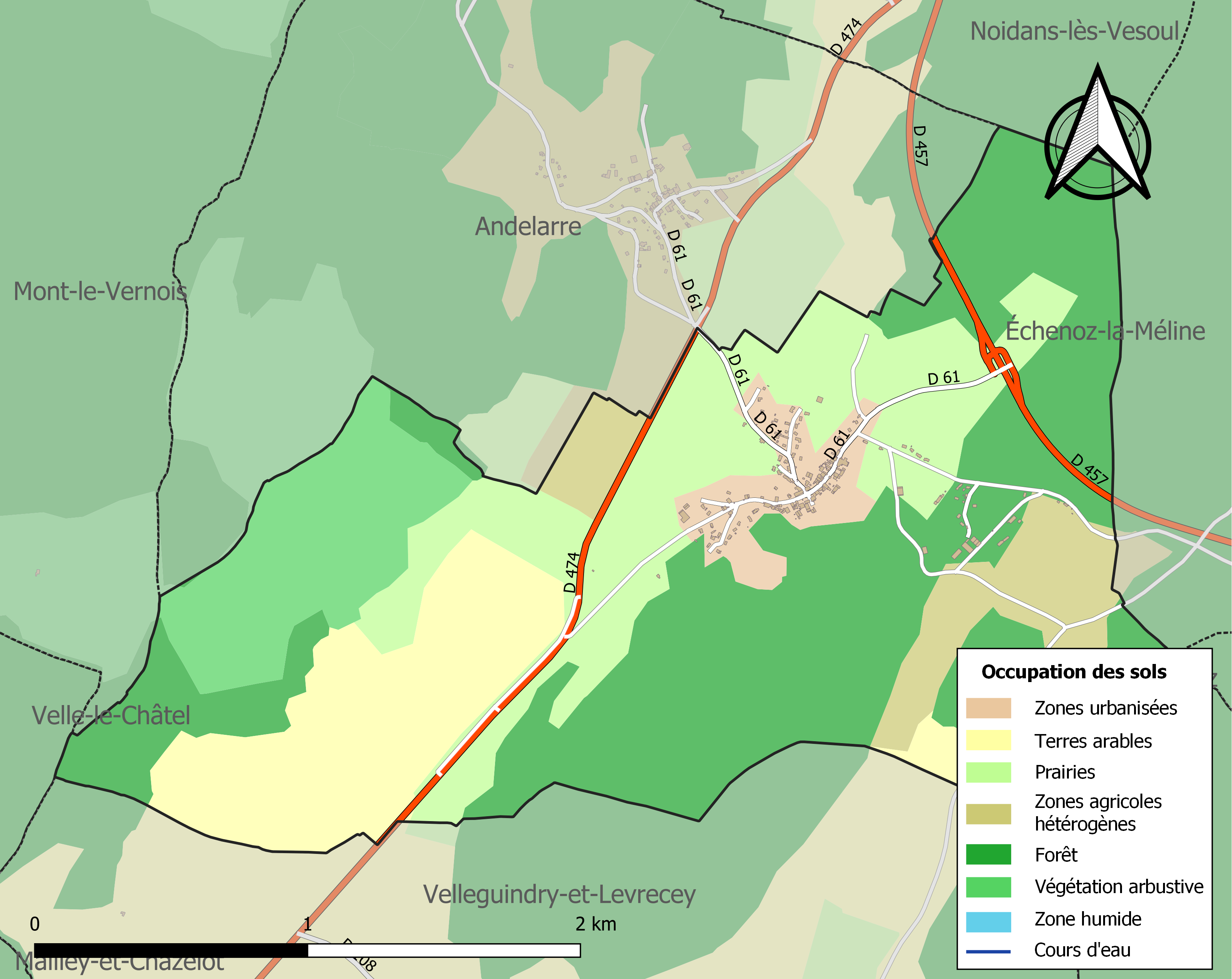
Carte des infrastructures et de l'occupation des sols de la commune en 2018 (CLC).

### Morphologie urbaine
Andelarrot est situé dans l'Aire urbaine de Vesoul, qui totalise en 2015, 59 262 habitants.

### Logement
Le nombre de logements dans la commune était de 101, en 2009, dont 93 résidences principales soit , % de l'ensemble des logements, 0 résidence secondaire et logement occasionnel, soit 0 % et 8 logements vacants, soit 8,1 %. On dénombre 56 résidences principales qui comptent 5 pièces ou plus.
La commune comptait 97 maisons et 4 appartements en 2009, alors qu'elle possédait 69 maisons et 0 appartement, en 1999. Ce nombre est en croissance à la suite du raccordement du réseau d'eau potable de la commune à celui du Breuchin, réalisé en 2012, permettant la construction de 19 maisons en 2014-2015.

## Histoire
Andelarrot s’écrivait aux XIIIe et XIVe siècles « Andelarret et Andelarrat » car le village a toujours été commune co-paroissiale d’Andelarre.
Quoique ayant depuis très longtemps une population plus élevée qu’Andelarre, le village fut nommé petit Andelarre, uniquement parce qu’il est d’origine plus récente.
Durant la féodalité, les terroirs d’Andelarre et d’Andelarrot formaient une même terre indivise possédée par le même seigneur. Le hameau s’agrandit jusqu’à l’affranchissement des communes. Ce n’est qu’à partir de cette époque qu’ils formèrent deux communes indépendantes.
Andelarrot se développa surtout après la création de la route de Vesoul à Dijon qui fut tracée au début du XVIIe siècle.
La commune d'Andelarrot absorbe fugacement celle d'Andelarre de 1806 à 1823.

## Politique et administration

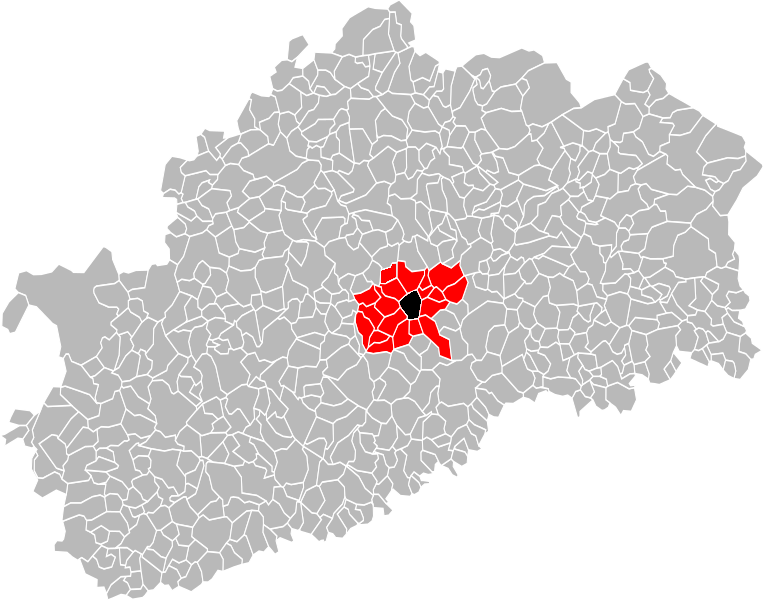
Carte départementale montrant en rouge les communes de la communauté d'agglomération de Vesoul.

### Rattachements administratifs et électoraux
La commune fait partie de l'arrondissement de Vesoul du département de la Haute-Saône, en région Bourgogne-Franche-Comté. Pour l'élection des députés, elle dépend de la première circonscription de la Haute-Saône.
Elle faisait partie depuis 1793 du canton de Vesoul. Celui-ci est scindé en 1973 et la commune intègre le canton de Vesoul-Ouest. Dans le cadre du redécoupage cantonal de 2014 en France, la commune fait désormais partie du canton de Vesoul-1.

### Intercommunalité
Andelarrot fait partie depuis 2008 de la communauté de communes de l'agglomération de Vesoul, devenue en 2012 la communauté d'agglomération de Vesoul, appartenant elle-même au pays de Vesoul et du Val de Saône.

### Conseil municipal
Conformément aux dispositions relatives à la population de la commune, le conseil municipal de Andelarrot est composé de 11 membres.

### Liste des maires
| Période                                  | Période                       | Identité             | Étiquette | Qualité                              |
| ---------------------------------------- | ----------------------------- | -------------------- | --------- | ------------------------------------ |
| Les données manquantes sont à compléter. |                               |                      |           |                                      |
| avant 1981                               | mars 2008                     | Michel Houel         | PCF       |                                      |
| mars 2008                                | En cours (au 14 janvier 2016) | Jean-François Poisot | DVG       | Cadre Réélu pour le mandat 2014-2020 |

## Population et société

### Démographie
L'évolution du nombre d'habitants est connue à travers les recensements de la population effectués dans la commune depuis 1793. Pour les communes de moins de 10 000 habitants, une enquête de recensement portant sur toute la population est réalisée tous les cinq ans, les populations de référence des années intermédiaires étant quant à elles estimées par interpolation ou extrapolation. Pour la commune, le premier recensement exhaustif entrant dans le cadre du nouveau dispositif a été réalisé en 2008.

En 2022, la commune comptait 245 habitants, en évolution de +4,26 % par rapport à 2016 (Haute-Saône : −1,4 %, France hors Mayotte : +2,11 %).
| 1793 | 1800 | 1806 | 1821 | 1831 | 1836 | 1841 | 1846 | 1851 |
| ---- | ---- | ---- | ---- | ---- | ---- | ---- | ---- | ---- |
| 224  | 249  | 218  | 351  | 260  | 276  | 280  | 270  | 264  |

| 1856 | 1861 | 1866 | 1872 | 1876 | 1881 | 1886 | 1891 | 1896 |
| ---- | ---- | ---- | ---- | ---- | ---- | ---- | ---- | ---- |
| 233  | 238  | 190  | 174  | 171  | 194  | 196  | 185  | 160  |

| 1901 | 1906 | 1911 | 1921 | 1926 | 1931 | 1936 | 1946 | 1954 |
| ---- | ---- | ---- | ---- | ---- | ---- | ---- | ---- | ---- |
| 156  | 143  | 143  | 144  | 146  | 123  | 113  | 101  | 104  |

| 1962 | 1968 | 1975 | 1982 | 1990 | 1999 | 2006 | 2008 | 2013 |
| ---- | ---- | ---- | ---- | ---- | ---- | ---- | ---- | ---- |
| 113  | 103  | 105  | 151  | 173  | 163  | 213  | 227  | 227  |

| 2018 | 2022 | - | - | - | - | - | - | - |
| ---- | ---- | - | - | - | - | - | - | - |
| 240  | 245  | - | - | - | - | - | - | - |

### Santé
L'hôpital le plus proche d'Andelarrot est le CHI de Vesoul.

### Cultes
.

## Économie
Une carrière de calcaire dur et non gélif est exploitée à ciel ouvert depuis 1851 et depuis 1913 par la même entreprise familiale de manière artisanale. Cette pierre permet de restaurer des bâtiments anciens ou des réalisations actuelles de style ancien comme la fontaine à obélisque sur la place du Palais de justice à Vesoul, ainsi que pour des tables et plans de travail de cuisine en style contemporain.

## Culture locale et patrimoine

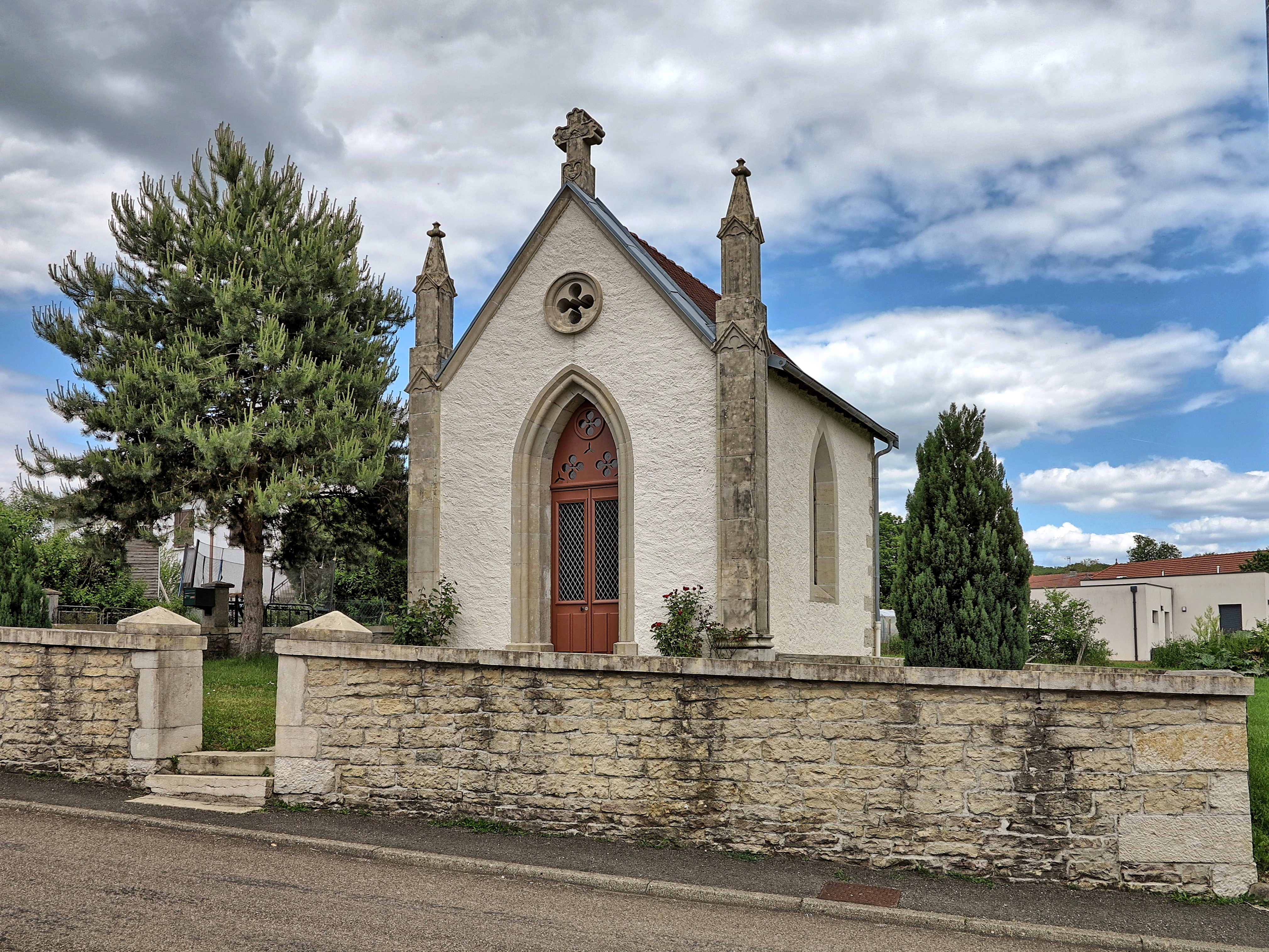
La chapelle néo-gothique.

### Lieux et monuments
La chapelle néo-gothique du XIXe siècle abrite une Vierge à l’Enfant en bois polychrome du XVIIe siècle.
Un circuit d’orientation a été créé dans le Bois de la Craye. Un circuit de randonnée dit des Evêques permet de découvrir la « pelouse sèche » d’Andelarrot, un site de 45 hectares, à 350 mètres d’altitude, classé Natura 2000. Une faune et une flore riches se développent dans ce milieu : mantes religieuses, reptiles, oiseaux, une vingtaine d’espèces d’orchidées.

### Personnalités liées à la commune
- Christophe Combe-Dany, tireur français spécialiste du Ball-trap.

### Héraldique
|  | Les armes de la ville se blasonnent ainsi : d’argent à la violette arraché de trois fleurs de pourpre tigées et feuillées de trois pièces de sinople, vêtu de même semé de billettes d’or. |